# 1828年哲學
1828年哲學事件  

## 出生
- 1月28日 - 羅伯托·阿迪戈（英语：Roberto Ardigò），意大利心理學家、哲學家和教育家，死於1920年[1]。
- 5月26日 - 鮑里斯·尼古拉耶維奇·奇切林（英语：Boris Chicherin），俄羅斯政治哲學家、法律哲學家和歷史學家，死於1904年[2]。
- 7月12日 - 尼古拉·加夫里诺维奇·车尔尼雪夫斯基，俄國唯物主義哲學家、文學評論家、作家，革命民主主義者，俄國民粹主義的創始人，死於1889年[3]。
- 9月28日 - 弗里德里希·艾伯特·蘭格（英语：Friedrich Albert Lange），德國哲學家和社會學家，死於1875年。
- 10月16日 - 尼古拉·斯特拉霍夫（英语：Nikolay Strakhov），俄國哲學家和文學評論家，死於1896年。
- 10月28日- 约瑟夫·狄慈根，死於1888年。
- 4月21日 - 依波利特·阿道尔夫·丹纳，法國哲學家, 歷史學家和文學評論家，死於1893年。
- 6月20日 – 文森特·柯納爾（德语：Vincenz Knauer），奧地利神學家和哲學家，死於1894年。
- 9月9日 - 列夫·托爾斯泰，俄國作家、哲學家和教育家，死於1910年。
- 11月5日 - 厄內斯特·哈囉（英语：Ernest Hello），法國作家和哲學家，死於1885。
- 12月18日 - 維克托·里德伯（英语：Viktor Rydberg），瑞典作家和哲學家，死於1895年。

## 死亡
- 2月16日 - 恩斯特·卡爾·維蘭德（德语：Ernst Karl Wieland），德國哲學家和歷史學家，生於1755年。
- 3月1日 - 蒂莫西·克里斯蒂安·威廉·阿芙尔凯姆鄱（德语：Timotheus Christian Wilhelm Overkamp），德國博學家、歷史學家、哲學家和醫師，生於1743年。
- 4月16日 - 弗雷德里克·貝拉爾（法语：Frédéric Bérard），法國醫生和哲學家，生於1789年。
- 6月11日 - 杜格爾德·斯圖爾特，英國哲學家，生於1753年。
- 8月9日 - 弗里德里希·布韋爾克（法语：Friedrich Ludewig Bouterweck），德國哲學家和作家，生於1766年。
- 10月21日 - 朱塞佩·卡波卡薩萊（義大利語：Giuseppe Capocasale），意大利方丈、講師和哲學家，生於1754年。